# أيض الليبيدات
أيض الليبيدات أو أيض الشحوم أو استقلاب الشحوم هو اصطناع وتكسير الليبيدات في الخلايا بحسب احتياج الجسم.
أنواع الليبيدات المنخرطة في عملية الأيض تشمل:
- أملاح صفراوية
- كولسترولات
- إيكوسانويدات
- ليببدات سكرية
- أجسام كيتونية
- حموض دهنية - انظر أيضا أيض الحموض الدهنية
- ليبيدات مفسفرة
- ليبيدات سفينجولية
- ستيرويد - انظر أيضا تكوين الستيرويدات
- ثلاثي أسيل غليسرولات (الدهون) - انظر أيضا تحلل الليبيدات وتكوين الليبيدات

## روابط خارجية
- Lipid+metabolism في المكتبة الوطنية الأمريكية للطب نظام فهرسة المواضيع الطبية (MeSH).